# テーオーケインズ
テーオーケインズ（欧字名:T O Keynes、2017年4月27日 - ）は、日本の競走馬。主な勝ち鞍は2021年の帝王賞、チャンピオンズカップ、2022年のJBCクラシック。砂の帝王と呼ばれた。
馬名の意味は、冠名＋人名より。2021年度のJRA賞最優秀ダートホースである。

## 戦績

### 2歳（2019年）
10月19日京都の新馬戦（ダート1400m）で松山弘平を背にデビューし3着。11月9日京都の未勝利戦（ダート1400m）では3・4番手追走から直線で抜け出し後続に4馬身差をつけ初勝利を挙げる。12月15日中京の寒椿賞（1勝クラス・ダート1400m）では勝ち馬コパシーナから僅差の3着となり、2歳シーズンを終えた。

### 3歳（2020年）
3歳初戦、初の関東遠征となった2月1日の3歳1勝クラス（ダート1600m）をクビ差で勝ち2勝目を挙げる。続く3月28日の伏竜ステークスは、中団から追い込むがヘルシャフトに逃げ切られ2着。次走の5月24日の鳳雛ステークスは、後方2番手からのレースとなり6着に敗れる。その後は休養に入り、8月16日の浦佐特別で復帰予定だったが、レース2日前に栗東トレーニングセンターで隣の厩舎から発生した火災の影響で出走取消となった。5か月ぶりとなった10月31日の3歳以上2勝クラスは松山弘平とコンビを組み、初の古馬との対戦ながら2着のサンライズホープに4馬身差をつけ快勝。昇級戦となった11月14日の準オープン・摩耶ステークスは、人気に応え好位から抜け出し2馬身差をつけ連勝を飾る。連勝で挑んだ12月20日、リステッドのベテルギウスステークスは、オーヴェルニュにアタマ差で敗れ2着となる。次走は中9日で東京大賞典に出走し、初の地方遠征、初の重賞挑戦、初のGI挑戦となった。レースは6着に敗れたものの、勝ったオメガパフュームに0.2秒差と健闘した。

### 4歳（2021年）
3月21日の名古屋城ステークスでは、道中好位でレースを進め4コーナーで先頭に立つと、最後は後続に3馬身差をつけ快勝。4月18日のアンタレスステークスでは松若風馬とのコンビで出走し、好位追走から直線で鮮やかに抜け出して1番人気に応え重賞初制覇を飾った。迎えた6月30日の帝王賞では、好位追走から最後の直線で内から抜け出すと最後はノンコノユメ以下に3馬身差をつけ圧勝し、JpnI初制覇を果たした。11月3日には、JpnI連勝を狙いJBCクラシックへ出走した。レース前1番人気に支持されたもののスタートで大きく出遅れ、すぐに巻き返したが直線で前を交わすことができず4着に敗れた。レース後、鞍上の松山弘平は敗因としてスタートの悪さを挙げた。12月5日に行われたチャンピオンズカップでは初ダートの白毛馬ソダシ (12着)にも注目が集まったが、ここでも1番人気に支持された。2着馬チュウワウィザードに6馬身差を付けてJRAGI初制覇となるGI/JpnI2勝目を挙げた。

### 5歳（2022年）
5歳初戦として、世界最高賞金を誇るG1サウジカップに出走。日本からは他に、前年のブリーダーズカップ・ディスタフを制したマルシュロレーヌがラストランとして出走した。レースでは課題のゲートを決めて良いポジションを取ったものの、鞍上が「息が入らずに戸惑っていた」と語った厳しい流れの中で中団を追走。最後の直線では伸びきれず、8着に終わった。鞍上の松山弘平は「能力のある馬。今回の経験でまた変わると思う」と振り返った。
続いて、5月21日に行われたGIII平安ステークスに出走。トップハンデとなる59kgでの出走となったが、単勝1.8倍の1番人気に推された。好位のインでレースを進め、先に抜け出した7番人気ケイアイパープルを直線半ばで交わし、最後はこれに2馬身半差をつけ優勝した。
6月29日、レース史上初の連覇がかかっていたJpnI帝王賞に出走。単勝1.5倍の圧倒的1番人気に支持されたが、直線で失速し3着オメガパフュームから4馬身差もつけらる4着に終わった。
仕切り直しを図った11月3日のJBCクラシックは道中中団外めを追走し、直線では抜群の伸び脚を見せて逃げ粘るクラウンプライドを交わすと、最後はこれに2馬身半差をつけて完勝。GI/JpnI競走3勝目を挙げた。
年末のチャンピオンズカップはトランセンド以来となる11年ぶり史上2頭目の連覇がかかっていたが、直線での伸びを欠き4着に敗れた。

### 6歳（2023年）
6歳初戦は川崎記念2着をステップに、ドバイワールドカップに出走、オイシン・マーフィーを鞍上に迎え4着に善戦した。その後、帝王賞、JBCクラシックと2走したがいずれも3着だった。
11月29日、管理する高柳調教師が、年内をもって競走馬を引退し、2024年からアロースタッドで種牡馬となることを明らかにした。高柳調教師は「年内を最後に引退して、種牡馬入りすることが決まっています。東京大賞典へ出走する可能性もありますが、まずは今回のレース（チャンピオンズカップ）を頑張ってほしい」と話している。結局、チャンピオンズカップ4着が現役最終戦となり、12月8日付でJRAの競走馬登録を抹消された。

## 種牡馬時代

### 供用
競走馬引退後は、北海道新ひだか町のアロースタッドで種牡馬となる。初年度の種付け料は250万円(受胎条件)と発表された。

## 競走成績
以下の内容は、JBISサーチ、netkeiba.com、サカブジョッキークラブ、Racing Post、エミレーツ競馬協会およびTotal Performance Dataの情報に基づく。
| 競走日     | 競馬場   | 競走名          | 格   | 距離（馬場）  | 頭 数 | 枠 番 | 馬 番 | オッズ （人気） | 着順 | タイム （上り3F） | 着差  | 騎手          | 斤量 [kg] | 1着馬（2着馬）         | 馬体重 [kg] |
| ---------- | -------- | --------------- | ---- | ------------- | ----- | ----- | ----- | --------------- | ---- | ----------------- | ----- | ------------- | --------- | ---------------------- | ----------- |
| 2019.10.19 | 京都     | 2歳新馬         |      | ダ1400m（重） | 16    | 6     | 11    | 016.40（7人）   | 03着 | R1:24.7（37.1）   | -0.5  | 0松山弘平     | 55        | ジャスティンリーチ     | 492         |
| 0000.11.09 | 京都     | 2歳未勝利       |      | ダ1400m（良） | 16    | 1     | 1     | 003.80（2人）   | 01着 | R1:24.7（37.1）   | -0.7  | 0松山弘平     | 55        | （サンビースト）       | 494         |
| 0000.12.15 | 中京     | 寒椿賞          | 1勝  | ダ1400m（良） | 16    | 1     | 2     | 005.40（2人）   | 03着 | R1:25.0（36.7）   | -0.0  | 0鮫島克駿     | 55        | コパシーナ             | 482         |
| 2020.02.15 | 東京     | 3歳1勝クラス    |      | ダ1600m（良） | 16    | 8     | 15    | 003.60（2人）   | 01着 | R1:37.4（36.0）   | -0.0  | 0C.ルメール   | 56        | （ダノンファスト）     | 482         |
| 0000.03.28 | 中山     | 伏竜S           | OP   | ダ1800m（良） | 13    | 6     | 9     | 007.70（5人）   | 02着 | R1:53.8（38.4）   | -0.4  | 0大野拓弥     | 56        | ヘルシャフト           | 478         |
| 0000.05.24 | 京都     | 鳳雛S           | L    | ダ1800m（良） | 16    | 2     | 3     | 005.30（2人）   | 06着 | R1:52.1（37.6）   | -1.1  | 0藤岡佑介     | 56        | ミヤジコクオウ         | 482         |
| 0000.10.31 | 京都     | 3歳上2勝クラス  |      | ダ1800m（良） | 14    | 7     | 11    | 002.10（1人）   | 01着 | R1:50.3（36.2）   | -0.7  | 0松山弘平     | 55        | （サンライズホープ）   | 488         |
| 0000.11.14 | 阪神     | 摩耶S           | 3勝  | ダ1800m（良） | 16    | 1     | 2     | 002.00（1人）   | 01着 | R1:52.3（36.7）   | -0.3  | 0松山弘平     | 55        | （タイガーインディ）   | 488         |
| 0000.12.20 | 阪神     | ベテルギウスS   | L    | ダ1800m（良） | 16    | 3     | 5     | 002.70（1人）   | 02着 | R1:51.9（36.0）   | -0.0  | 0松山弘平     | 55        | オーヴェルニュ         | 490         |
| 0000.12.29 | 大井     | 東京大賞典      | GI   | ダ2000m（良） | 16    | 1     | 1     | 018.20（4人）   | 06着 | R2:07.1（36.3）   | -0.2  | 0松山弘平     | 55        | オメガパフューム       | 490         |
| 2021.03.21 | 中京     | 名古屋城S       | OP   | ダ1800m（不） | 15    | 3     | 4     | 002.10（1人）   | 01着 | R1:49.3（37.2）   | -0.5  | 0松山弘平     | 57        | （アッシェンプッテル） | 494         |
| 0000.04.18 | 阪神     | アンタレスS     | GIII | ダ1800m（重） | 16    | 2     | 4     | 002.90（1人）   | 01着 | R1:49.0（37.0）   | -0.3  | 0松若風馬     | 56        | （ヒストリーメイカー） | 494         |
| 0000.06.30 | 大井     | 帝王賞          | JpnI | ダ2000m（重） | 13    | 4     | 4     | 007.40（4人）   | 01着 | R2:02.7（36.8）   | -0.6  | 0松山弘平     | 57        | （ノンコノユメ）       | 497         |
| 0000.11.03 | 金沢     | JBCクラシック   | JpnI | ダ2100m（良） | 12    | 4     | 4     | 002.20（1人）   | 04着 | R2:13.5（36.0）   | -0.4  | 0松山弘平     | 57        | ミューチャリー         | 492         |
| 0000.12.05 | 中京     | チャンピオンズC | GI   | ダ1800m（良） | 16    | 3     | 6     | 003.30（1人）   | 01着 | R1:49.7（35.5）   | -1.0  | 0松山弘平     | 57        | （チュウワウィザード） | 498         |
| 2022.02.26 | KAA      | サウジC         | G1   | ダ1800m（Fs） | 14    | 8     | 13    | 006.00（3人）   | 08着 | R1:53.07          | -2.55 | 0松山弘平     | 57        | Emblem Road            | 計不        |
| 0000.05.21 | 中京     | 平安S           | GIII | ダ1900m（良） | 16    | 2     | 4     | 001.80（1人）   | 01着 | R1:57.0（35.9）   | -0.4  | 0松山弘平     | 59        | （ケイアイパープル）   | 500         |
| 0000.06.29 | 大井     | 帝王賞          | JpnI | ダ2000m（良） | 9     | 8     | 8     | 001.50（1人）   | 04着 | R2:04.4（38.4）   | -1.1  | 0松山弘平     | 57        | メイショウハリオ       | 495         |
| 0000.11.03 | 盛岡     | JBCクラシック   | JpnI | ダ2000m（良） | 15    | 7     | 13    | 001.80（1人）   | 01着 | R2:02.1（36.1）   | -0.4  | 0松山弘平     | 57        | （クラウンプライド）   | 495         |
| 0000.12.04 | 中京     | チャンピオンズC | GI   | ダ1800m（良） | 16    | 6     | 12    | 001.50（1人）   | 04着 | R1:52.2（36.8）   | -0.3  | 0松山弘平     | 57        | ジュンライトボルト     | 494         |
| 2023.02.01 | 川崎     | 川崎記念        | JpnI | ダ2100m（良） | 10    | 3     | 3     | 002.00（1人）   | 02着 | R2:16.1（39.9）   | -0.1  | 0松山弘平     | 57        | ウシュバテソーロ       | 493         |
| 0000.03.25 | メイダン | ドバイWC        | G1   | ダ2000m（Fs） | 15    | 6     | 13    | 021.10（8人）   | 04着 | R2:03.90（38.97） | -0.65 | 0O.マーフィー | 57        | Ushba Tesoro           | 計不        |
| 0000.06.28 | 大井     | 帝王賞          | JpnI | ダ2000m（良） | 12    | 1     | 1     | 003.00（1人）   | 03着 | R2:01.9（36.5）   | -0.0  | 0松山弘平     | 57        | メイショウハリオ       | 508         |
| 0000.11.03 | 大井     | JBCクラシック   | JpnI | ダ2000m（良） | 10    | 3     | 3     | 002.40（2人）   | 03着 | R2:06.0（38.9）   | -0.9  | 0松山弘平     | 57        | キングズソード         | 496         |
| 0000.12.03 | 中京     | チャンピオンズC | GI   | ダ1800m（良） | 15    | 3     | 4     | 005.60（4人）   | 04着 | R1:50.9（37.3）   | -0.3  | 0松山弘平     | 58        | レモンポップ           | 504         |

- 海外の競走の「枠番」欄にはゲート番を記載
- サウジアラビアのオッズ・人気はRacing Postのもの（日本式のオッズ表記とした）

## 血統表
| テーオーケインズの血統                               | テーオーケインズの血統               | テーオーケインズの血統       | （血統表の出典）             | （血統表の出典） |
| 父系                                                 | シアトルスルー系                     | シアトルスルー系             | シアトルスルー系             | [ § 2 ]          |
| 父 *シニスターミニスター Sinister Minister 2003 鹿毛 | 父の父Old Trieste 1995 栗毛          | A.P. Indy                    | Seattle Slew                 | Seattle Slew     |
| 父 *シニスターミニスター Sinister Minister 2003 鹿毛 | 父の父Old Trieste 1995 栗毛          | A.P. Indy                    | Weekend Surprise             |                  |
| 父 *シニスターミニスター Sinister Minister 2003 鹿毛 | 父の父Old Trieste 1995 栗毛          | Lovlier Linda                | Vigors                       | Vigors           |
| 父 *シニスターミニスター Sinister Minister 2003 鹿毛 | 父の父Old Trieste 1995 栗毛          | Lovlier Linda                | Linda Summers                |                  |
| 父 *シニスターミニスター Sinister Minister 2003 鹿毛 | 父の母Sweet Minister 1997 鹿毛       | The Prime Minister           | Deputy Minister              | Deputy Minister  |
| 父 *シニスターミニスター Sinister Minister 2003 鹿毛 | 父の母Sweet Minister 1997 鹿毛       | The Prime Minister           | Stick to Beauty              |                  |
| 父 *シニスターミニスター Sinister Minister 2003 鹿毛 | 父の母Sweet Minister 1997 鹿毛       | Sweet Blue                   | Hurry up Blue                | Hurry up Blue    |
| 父 *シニスターミニスター Sinister Minister 2003 鹿毛 | 父の母Sweet Minister 1997 鹿毛       | Sweet Blue                   | Sugar Gold                   |                  |
| 母 マキシムカフェ 2007 黒鹿毛                        | 母の父マンハッタンカフェ 1998 青鹿毛 | *サンデーサイレンス          | Halo                         | Halo             |
| 母 マキシムカフェ 2007 黒鹿毛                        | 母の父マンハッタンカフェ 1998 青鹿毛 | *サンデーサイレンス          | Wishing Well                 |                  |
| 母 マキシムカフェ 2007 黒鹿毛                        | 母の父マンハッタンカフェ 1998 青鹿毛 | *サトルチェンジ              | Law Society                  | Law Society      |
| 母 マキシムカフェ 2007 黒鹿毛                        | 母の父マンハッタンカフェ 1998 青鹿毛 | *サトルチェンジ              | Santa Luciana                |                  |
| 母 マキシムカフェ 2007 黒鹿毛                        | 母の母カフェピノコ 2000 栗毛         | *ジェイドロバリー            | Mr. Prospector               | Mr. Prospector   |
| 母 マキシムカフェ 2007 黒鹿毛                        | 母の母カフェピノコ 2000 栗毛         | *ジェイドロバリー            | Number                       |                  |
| 母 マキシムカフェ 2007 黒鹿毛                        | 母の母カフェピノコ 2000 栗毛         | *ピノシェット                | Storm Cat                    | Storm Cat        |
| 母 マキシムカフェ 2007 黒鹿毛                        | 母の母カフェピノコ 2000 栗毛         | *ピノシェット                | *ピンクタートル              |                  |
| 母系(F-No.)                                          | ピノシェット(GB)系(FN:1-l)           | ピノシェット(GB)系(FN:1-l)   | ピノシェット(GB)系(FN:1-l)   | [ § 3 ]          |
| 5代内の近親交配                                      | Mr. Prospector 5 × 4 = 9.38%         | Mr. Prospector 5 × 4 = 9.38% | Mr. Prospector 5 × 4 = 9.38% | [ § 4 ]          |
| 出典                                                 | 1. 2. 3. 4.                          | 1. 2. 3. 4.                  | 1. 2. 3. 4.                  | 1. 2. 3. 4.      |

- 叔母に2016年レディスプレリュード勝ち馬のタマノブリュネット[40]。
- 3代母ピノシェットの半妹に2001年優駿牝馬勝ち馬のレディパステル、その孫に2022年シンザン記念勝ち馬のマテンロウオリオンがいる。